# Unterbockhartsee
Unterbockhartsee är en sjö i Österrike.   Den ligger i förbundslandet Salzburg, i den centrala delen av landet, 280 km sydväst om huvudstaden Wien. Unterbockhartsee ligger 1 710 meter över havet.
I omgivningarna runt Unterbockhartsee växer i huvudsak blandskog. Runt Unterbockhartsee är det ganska glesbefolkat, med 45 invånare per kvadratkilometer.